# U 262
U 262 war ein deutsches U-Boot vom Typ VII C, das im U-Boot-Krieg während des Zweiten Weltkrieges von der deutschen Kriegsmarine in verschiedenen Seegebieten, vom Nordmeer bis zur Biskaya unter anderem zur Wetterbeobachtung eingesetzt wurde.

## Bau und technische Daten
Das Boot gehörte zum sechsten Bauauftrag, der von Seiten der Kriegsmarine an die Vegesacker Werft der Bremer Vulkan erging. Diese Werft war bereits seit 1934 mit der Fertigung von deutschen U-Booten für die Reichs- und Kriegsmarine betraut – zum Teil unter Umgehung der Bestimmungen des Versailler Vertrages. Am 15. April 1942 stellte Kapitänleutnant Günter Schiebusch U 262 in Dienst. Schiebusch hatte zuvor U 252 kommandiert.
Wie die meisten deutschen U-Boote seiner Zeit führte auch U 262 ein bootsspezifisches Zeichen am Turm. Am Es handelte sich um ein Wappen mit einem geflügelten Schwert. Dies war das Emblem der 2. Jagd Gruppe Ost der Luftwaffe, die in der Nähe von La Rochelle stationiert war. Die Angehörigen der Besatzung des Bootes hatten ein gutes Verhältnis zu den Luftwaffenoffizieren aufgebaut und der damalige Kommandant Franke hatte in der Folge das Wappen im Jahr 1943 von Walter Krupinski, damals Offizier in der 2. Jagd Gruppe, überreicht bekommen.

## Einsatz und Geschichte
Nach der Indienststellung war U 262 zunächst der 5. U-Flottille als Ausbildungsboot zugeteilt und in Kiel stationiert. Kommandant Schiebusch unternahm in dieser Zeit Ausbildungsfahrten in der Ostsee zum Einfahren des Bootes und zum Training der Besatzung. Im Spätsommer und Herbst 1942 unternahm das Boot unter dem Kommando von Schiebusch und Siegfried Atzinger zwei Einsätze im Nordmeer. Zunächst verlegte U 262 im September von Kiel nach Bergen, wo das Boot am 12. September eintraf. Noch im selben Monat lief das Boot zu einer Patrouille im Nordmeer aus, um die norwegische Küste gegen alliierte Seestreitkräfte abzusichern. Ein weiterer Einsatz fand unter Kommando von Heinz Franke Anfang Oktober statt und endete in Narvik.

### Geleitzugschlachten
Am 1. Oktober 1942 wurde das Boot der 3. U-Flottille als Frontboot zugeteilt, die im Stützpunkt La Pallice an der nordfranzösischen Atlantikküste stationiert war. Das Boot verließ Narvik am 5. November zu seiner vierten Unternehmung, während der es gemeinsam mit U 611 und U 663 zur Unterstützung der Nordatlantik-Boote, die sich auf der Suche nach alliierten Geleitzügen befanden, in das Seegebiet vor Neufundland beordert wurde.

#### Angriff auf ONS 144

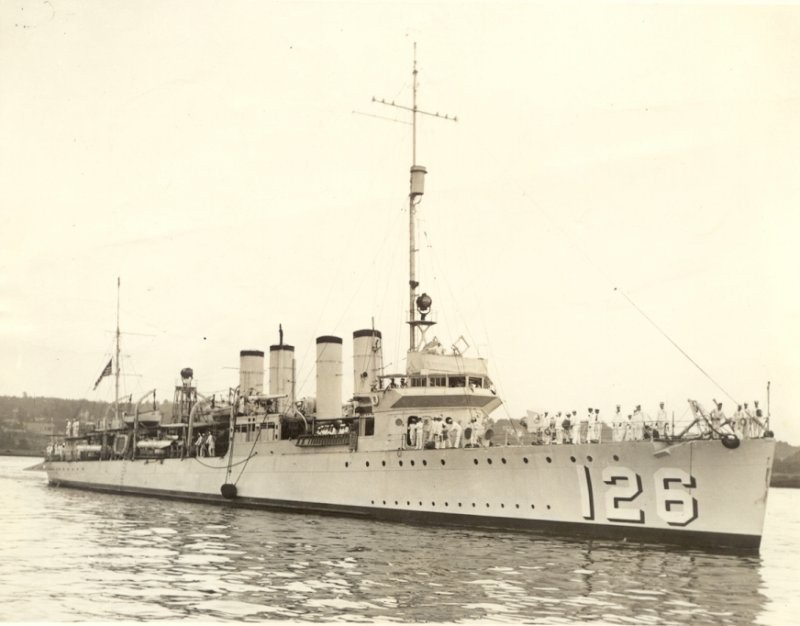
Die USS Badger schützte ONS 144 auf dem Weg aus dem Kampfgebiet nach New York

Am 15. November spürte Klaus Bargsten mit U 521 den alliierten Geleitzug ONS 144 auf, der aus 33 gut gesicherten Schiffen bestand. Bargsten verfolgte den Konvoi für viele Stunden und führte währenddessen gemäß der von Karl Dönitz entwickelten Rudeltaktik weitere Boote per Peilzeichen heran. Als erstes der neu herbeigeeilten Boote griff U 262 den Geleitzug an, aber Frankes drei Torpedos gingen fehl. In den folgenden Stunden entwickelte sich eine Geleitzugschlacht, während der die deutschen U-Boote von den fünf Korvetten der Geleitsicherung – drei davon norwegische Einheiten – mehrfach aufgespürt und abgedrängt wurden. In den Morgenstunden des 18. Oktober hatten sich zehn U-Boote beim Geleitzug eingefunden, der nun zunehmend erfolgreich attackiert wurde. Franke entschloss sich zum Angriff auf die Geleitsicherung und schoss zunächst einen Fächer aus drei Torpedos auf ein Kriegsschiff, aber erzielte keinen Treffer. Es gelang Franke allerdings gegen neun Uhr die norwegische Korvette Montbretia in voller Fahrt mit einem Torpedo zu versenken. 29 Mann der Besatzung der Korvette konnten gerettet werden. 46 weitere Besatzungsmitglieder, einschließlich des Kommandanten, konnten nicht mehr aufgefunden werden. Am 19. Oktober gelang es den Alliierten, den US-amerikanischen Zerstörer Badger und die britische Firedrake an den Geleitzug heranzuführen, während die verbliebenen vier Korvetten versuchten, den Konvoi zu schützen. Inzwischen hatten die deutschen U-Boote den Angriff abgebrochen und sich zurückgezogen. Zusätzlich zu der von Franke versenkten Montbretia waren fünf Schiffe des Geleitzugs den U-Booten zum Opfer gefallen. Die beteiligten deutschen Kommandanten meldeten der U-Bootführung allerdings erheblich größere Erfolge. Sie gaben an, 18 Schiffe versenkt, und sechs weitere beschädigt zu haben – darunter zwei Zerstörer, die gar nicht am Gefecht beteiligt gewesen waren. Auch Franke hatte gemeldet, am späten Abend des 17. November einen Dampfer mit 7.000 BRT versenkt zu haben. Diese Versenkung konnte allerdings nicht bestätigt werden.

### Stationiert in Nordfrankreich
Unter Frankes Kommando absolvierte das Boot von La Pallice aus vier Unternehmungen im Nord-, West- und Mittelatlantik. In seiner Zeit als Kommandant von U 262 versenkte Franke mit dem Boot ein Kriegsschiff und drei Handelsschiffe.
- am 18. November 1942 norwegische Korvette Montbretia  mit Torpedo versenkt
- am 26. November 1942 britischer Dampfer Ocean Crusader (7.178 BRT) mit Torpedo versenkt
- am 6. Februar 1943 portugiesischen Tanker Zagloba (2.958 BRT) mit Torpedo versenkt
- am 31. Oktober 1943 norwegischen Dampfer Halfred (2.968 BRT) mit Torpedo versenkt

#### Sondereinsatz in Kanada

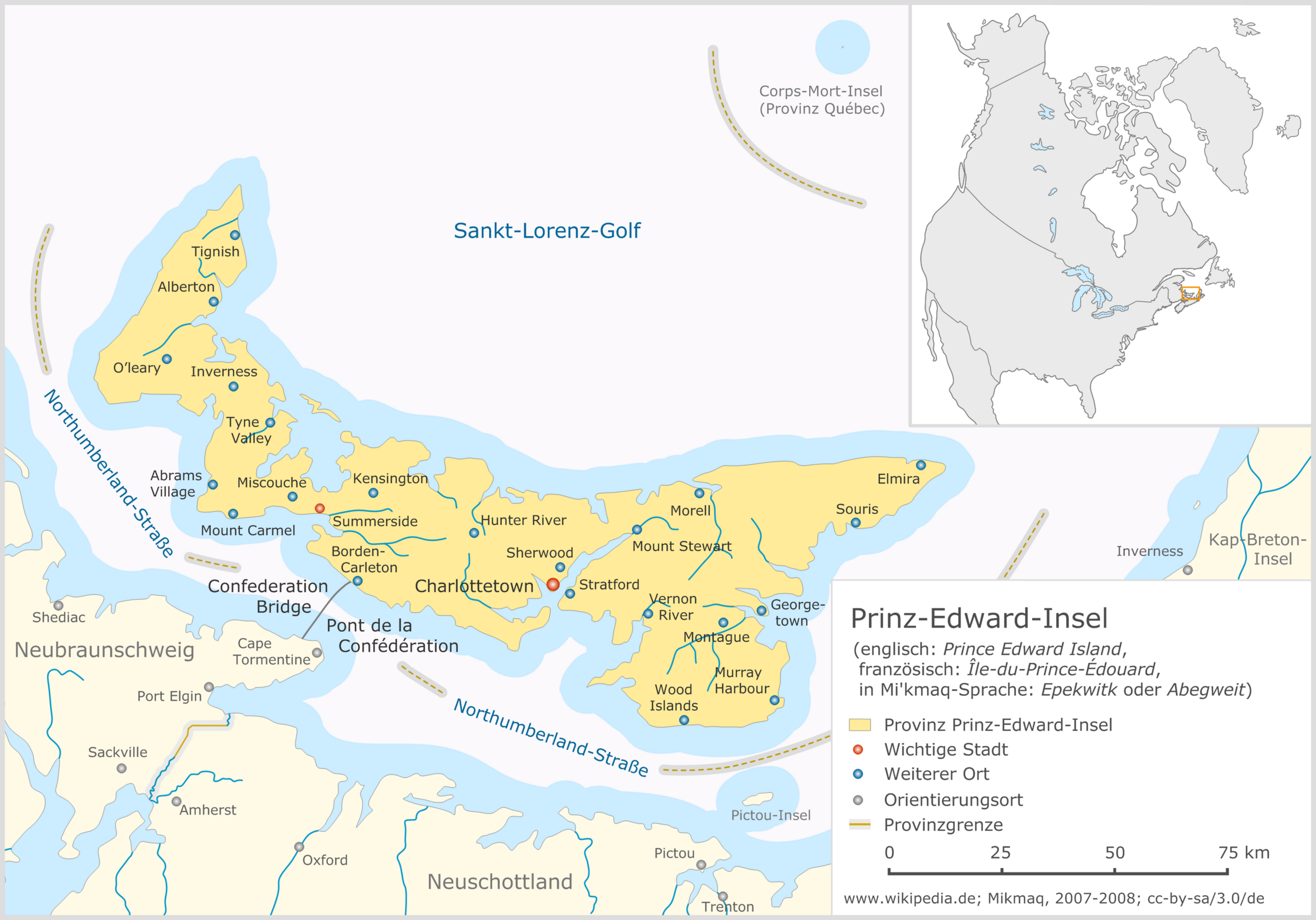
Die Prince Edward Insel war Ziel der Sondermission Elster

Am 27. März 1943 verließ das Boot La Pallice zu seiner siebenten Unternehmung. Während dieses Einsatzes war U 262 für einen Sondereinsatz vorgesehen. Es war der U-Bootführung bekannt geworden, dass mehrere deutsche Marineangehörige, die in einem kanadischen Kriegsgefangenenlager festgehalten wurden, einen Ausbruch planten. Dieses Vorhaben wurde per Code in Briefen zwischen U-Bootführung und Kriegsgefangenen abgesprochen. Der Plan bestand darin, sich von Fredericton in der kanadischen Provinz New Brunswick an die 177 Kilometer entfernte Ostküste durchzuschlagen. Dort angekommen wollten die Flüchtlinge ein kleines Boot kapern, um anschließend über die Northumberlandstraße schließlich Prince Edward Island an der Mündung des Sankt-Lorenz-Stromes zu erreichen. Auf dieser dünn besiedelten Insel sollten die Geflüchteten sich an der Nordspitze verstecken und von einem U-Boot abgeholt werden. Die Koordination dieser Unternehmung, die den Codenamen Elster erhielt, wurde Peter-Erich Cremer übertragen, der U 376 als Führungsboot mit der eigentlichen Aufgabe betraute und zudem ein weiteres Boot als Ersatz bestimmte. Hierfür war U 262 vorgesehen. Beide Boote waren ursprünglich als Geleit für den Blockadebrecher Irene eingeplant, erreichten das Schiff jedoch nicht rechtzeitig vor dessen Versenkung durch den britischen Minenkreuzers Adventure. Da entschieden wurde, dass U 376 vor der spanischen Küste nach Überlebenden suchen sollte, wurde nunmehr Franke die Abholungsmission übertragen. Bei der Anfahrt nach Kanada stieß Franke am 15. April auf den HX-Geleitzug HX 233, der aus 57 Schiffen bestand. Franke setzte Peilzeichen ab und führte weitere Boote heran, die zu der U-Bootgruppe Specht zusammengefasst wurde. U 262 setzte seinen Weg fort und traf einige Tage später am Sankt-Lorenz-Strom ein, der nach Ansicht der U-Bootführung zu diesem Zeitpunkt eisfrei sein sollte, tatsächlich aber reichlich treibendes Eis aufwies. Als das Boot im Sankt-Lorenz-Golf unter eine Eisschicht geriet, die das Auftauchen behinderte, konnte Franke das Boot nur befreien, indem er alle Tauchzellen gleichzeitig anblasen ließ, um die Eisdecke zu durchbrechen. Es gelang zwar, aufzutauchen, allerdings wurde das Boot dabei erheblich beschädigt. Durch das Manöver wurden Deckgeschütze, Bugtorpedorohre und weitere Gerätschaften beschädigt. Am 2. Mai erreichte Franke mit U 262 den verabredeten Aufnahmepunkt am nördlichsten Punkt der Prince Edward Insel, traf aber keine Geflüchteten an. Nach fünf Tagen vergeblichen Wartens entschloss er sich, den Treffpunkt wieder zu verlassen. Nachdem sich U 262 über die Cabotstraße zurückgezogen hatte, meldete Franke, dass die Sondermission Elster ein Fehlschlag war.

### Weitere Einsätze
Am 25. Januar 1944 übernahm Leutnant zur See Helmut Wieduwilt das Kommando auf U 262. Franke seinerseits wechselte in die Operationsabteilung des BdU. Wieduwilt lief mit U 262 von La Pallice aus zu drei weiteren Unternehmungen aus. Im Spätsommer und Herbst 1944 war das Boot im Nordatlantik als Wetterboot im Einsatz. Anschließend verlegte U 262 nach Flensburg, wo es am 5. November 1944 nach zweimonatiger Unternehmung eintraf.

## Ende des Bootes
Wieduwilt übergab das Kommando am 25. November an Oberleutnant zur See Karl-Heinz Laudahn, der zuvor U 142 und U 1194 kommandiert hatte. Laudahn lief mit U 262 zu keinen weiteren Unternehmungen mehr aus und stellte das Boot am 2. April 1945 in Kiel außer Dienst.